# Sunwing Airlines
Sunwing Airlines Inc., діюча як Sunwing Airlines, — канадська магістральна авіакомпанія зі штаб-квартирою в місті Торонто (Онтаріо), що виконує регулярні та чартерні пасажирські перевезення в аеропорти Карибських островів, Канади, Сполучених Штатів Америки та Мексики. Є дочірнім підприємством корпорації «Sunwing Travel Group» і партнером по холдингу з компанією «Sunwing Vacations/Vacances Sunwing».

## Історія
Авіакомпанія була утворена в листопаді 2005 року і початку операційну діяльність з пасажирських перевезень аеропортів Канади в США, Мексику і країни Карибського басейну на декількох літаках Boeing 737-800. Президентом компанії з моменту її утворення є Марк Вільямс, раніше працював президентом іншої канадської авіакомпанії Skyservice. Свою трудову діяльність Вільямс починав з роботи в штатах авіаперевізників Wardair і Canadian Airlines.
29 вересня 2009 року Sunwing Airlines об'єдналася з компанією «Signature and SellOffVacations», а через деякий час підписала довгостроковий договір з британської туристичної компанією TUI Travel.

## Сервіс на борту
Сервісне обслуговування пасажирів на борту авіакомпанії Sunwing Airlines включає в себе надання холодного та гарячого харчування по вибору, харчування за додаткову оплату, а також шампанське і легкий алкоголь на рейсах міжнародних напрямків. .

## Флот

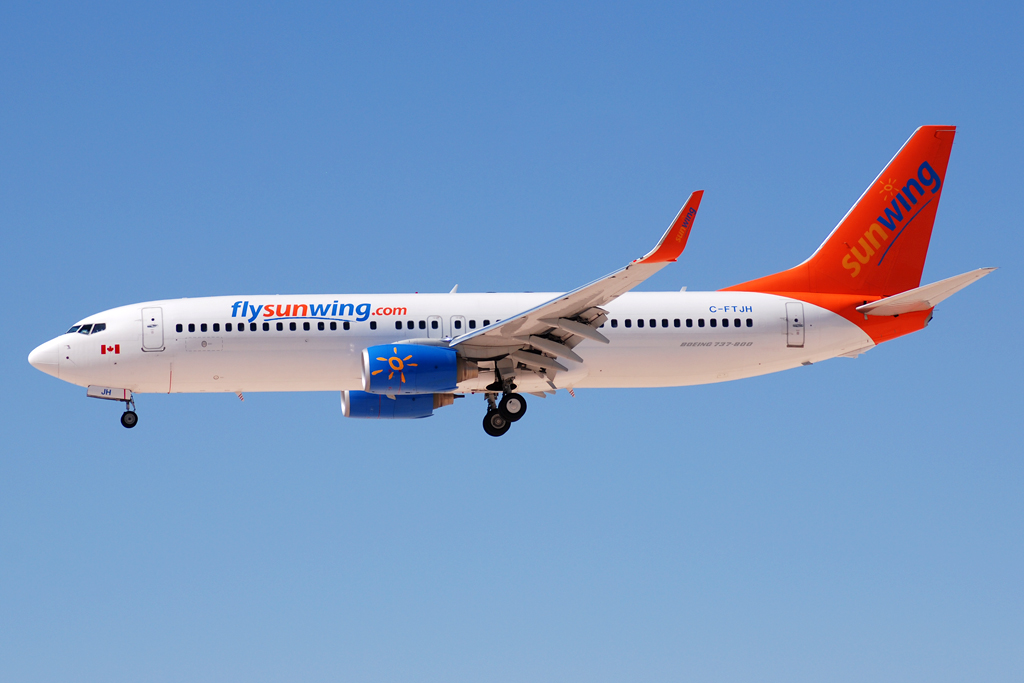
Sunwing Airlines Boeing 737-800

Станом на грудень 2010 року повітряний флот авіакомпанії Sunwing Airlines становили 18 взятих у лізинг літаків Boeing 737-800, салони яких скомпоновані тільки економічним класом зі 189 пасажирськими сидіннями в кожному лайнері. Середній вік повітряних суден авіакомпанії склав 4,1 року.